# 이스라엘 에르난데스
이스라엘 에르난데스 플라나스(스페인어: Israel Hernández Planas, 1970년 1월 7일~)는 쿠바의 유도 선수이다. 올림픽에 2회(1992, 1996)에 참가했으며 두 대회 연속으로 남자 유도 하프라이트급 동메달을 획득했다. 
은퇴 후에는 미국으로 건너갔으며 현재 미국 유도 대표팀 감독을 맡고 있다.